# رحمت‌آباد (کنگاور)
رحمت‌آباد (کنگاور)، روستایی از توابع بخش مرکزی شهرستان کنگاور در استان کرمانشاه ایران.این روستا آخرین روستای استان کرمانشاه درجاده کرمانشاه به همدان است.

## جمعیت
این روستا در دهستان گودین قرار دارد و براساس سرشماری مرکز آمار ایران در سال ۱۳۸۵، جمعیت آن ۷۰۶ نفر (۱۸۰خانوار) بوده‌است.